# Dance Dance Revolution: Disney Dancing Museum
 (juin 2017).
Si vous disposez d'ouvrages ou d'articles de référence ou si vous connaissez des sites web de qualité traitant du thème abordé ici, merci de compléter l'article en donnant les références utiles à sa vérifiabilité et en les liant à la section « Notes et références ».
Dance Dance Revolution: Disney Dancing Museum est un jeu vidéo de rythme sorti en 2000 sur Nintendo 64. Le jeu a été développé par Bemani et édité par Konami.